# Al-Mutawàkkil I (abbàssida del Caire)
Abu-Abd-Al·lah Muhàmmad al-Mutawàkkil ala-L·lah —àrab: أبو عبد الله محمد المتوكل على الله, Abū ʿAbd Allāh Muḥammad al-Mutawakkil ʿalà-Llāh—, més conegut pel seu làqab com a al-Mutawàkkil I (?-1406), fou califa abbàssida del Caire (1362-1377, 1377-1383 i 1389-1406), sota la tutela dels mamelucs d'Egipte.